# لوس موتشيس
لوس موتشيس (بالإسبانية: Los Mochis)‏ هي مدينة في المكسيك، تقع في Ahome ‏، بلغ عدد سكانها 256,623 نسمة وذلك حسب إحصائيات سنة 2010.

## المناخ
يظهر الجدول التالي التغييرات المناخية على مدار السنة للوس موتشيس:
| البيانات المناخية لـلوس موتشيس          | البيانات المناخية لـلوس موتشيس | البيانات المناخية لـلوس موتشيس | البيانات المناخية لـلوس موتشيس | البيانات المناخية لـلوس موتشيس | البيانات المناخية لـلوس موتشيس | البيانات المناخية لـلوس موتشيس | البيانات المناخية لـلوس موتشيس | البيانات المناخية لـلوس موتشيس | البيانات المناخية لـلوس موتشيس | البيانات المناخية لـلوس موتشيس | البيانات المناخية لـلوس موتشيس | البيانات المناخية لـلوس موتشيس | البيانات المناخية لـلوس موتشيس |
| الشهر                                   | يناير                          | فبراير                         | مارس                           | أبريل                          | مايو                           | يونيو                          | يوليو                          | أغسطس                          | سبتمبر                         | أكتوبر                         | نوفمبر                         | ديسمبر                         | المعدل السنوي                  |
| --------------------------------------- | ------------------------------ | ------------------------------ | ------------------------------ | ------------------------------ | ------------------------------ | ------------------------------ | ------------------------------ | ------------------------------ | ------------------------------ | ------------------------------ | ------------------------------ | ------------------------------ | ------------------------------ |
| الدرجة القصوى °م (°ف)                   | 36.0 (96.8)                    | 38.5 (101.3)                   | 40.0 (104.0)                   | 40.0 (104.0)                   | 43.0 (109.4)                   | 44.0 (111.2)                   | 45.0 (113.0)                   | 47.5 (117.5)                   | 48.0 (118.4)                   | 43.0 (109.4)                   | 40.0 (104.0)                   | 36.0 (96.8)                    | 48.0 (118.4)                   |
| متوسط درجة الحرارة الكبرى °م (°ف)       | 26.1 (79.0)                    | 27.7 (81.9)                    | 29.7 (85.5)                    | 32.5 (90.5)                    | 35.2 (95.4)                    | 37.1 (98.8)                    | 37.6 (99.7)                    | 37.5 (99.5)                    | 36.7 (98.1)                    | 35.2 (95.4)                    | 30.7 (87.3)                    | 26.5 (79.7)                    | 32.7 (90.9)                    |
| المتوسط اليومي °م (°ف)                  | 18.9 (66.0)                    | 19.9 (67.8)                    | 21.5 (70.7)                    | 24.0 (75.2)                    | 26.8 (80.2)                    | 30.1 (86.2)                    | 31.5 (88.7)                    | 31.3 (88.3)                    | 30.7 (87.3)                    | 28.4 (83.1)                    | 23.4 (74.1)                    | 19.5 (67.1)                    | 25.5 (77.9)                    |
| متوسط درجة الحرارة الصغرى °م (°ف)       | 11.7 (53.1)                    | 12.1 (53.8)                    | 13.3 (55.9)                    | 15.5 (59.9)                    | 18.4 (65.1)                    | 23.1 (73.6)                    | 25.4 (77.7)                    | 25.2 (77.4)                    | 24.7 (76.5)                    | 21.6 (70.9)                    | 16.1 (61.0)                    | 12.6 (54.7)                    | 18.3 (64.9)                    |
| أدنى درجة حرارة °م (°ف)                 | 2.5 (36.5)                     | 4.5 (40.1)                     | 6.0 (42.8)                     | 9.0 (48.2)                     | 11.0 (51.8)                    | 13.0 (55.4)                    | 20.0 (68.0)                    | 19.5 (67.1)                    | 13.0 (55.4)                    | 12.0 (53.6)                    | 7.0 (44.6)                     | 4.0 (39.2)                     | 2.5 (36.5)                     |
| معدل هطول الأمطار مم (إنش)              | 14.7 (0.58)                    | 8.0 (0.31)                     | 3.1 (0.12)                     | 0.5 (0.02)                     | 0.8 (0.03)                     | 6.3 (0.25)                     | 48.2 (1.90)                    | 87.5 (3.44)                    | 92.4 (3.64)                    | 33.4 (1.31)                    | 17.8 (0.70)                    | 18.8 (0.74)                    | 331.5 (13.05)                  |
| متوسط الأيام الممطرة (≥ 0.1 mm)         | 2.0                            | 1.4                            | 0.5                            | 0.3                            | 0.2                            | 0.8                            | 6.4                            | 8.6                            | 5.8                            | 2.5                            | 1.4                            | 2.0                            | 31.9                           |
| المصدر: Servicio Meteorológico Nacional |                                |                                |                                |                                |                                |                                |                                |                                |                                |                                |                                |                                |                                |

## مدن توأم
المدن التوأم:
- أونتاريو، كاليفورنيا
- بيلفلاوير، لوس أنجليس، كاليفورنيا
- سانتا روسا، كاليفورنيا
- لوس أنجلوس
- شيكاغو
- كولومبوس، أوهايو.

## أعلام
- عمر برافو
- سيرجيو فيغا
- لورا هارينج
- كارلوس فييرو
- خافيير اوازكو
- حزقيال أوروزكو
- إريك غوتييريس